# Neuropsychologische Syndrome
Als Neuropsychologische Syndrome bezeichnet man in der Neurologie Symptomkombinationen, bei denen Störungen von Wachheit, Aufmerksamkeit, Sprache, komplexen Handlungsabläufen, Wahrnehmung und Gedächtnis festgestellt werden.

## Wachheit
Die Vigilanzstörungen können nach dem Schädigungsort und dem Ausmaß der Bewusstseinseinschränkung in drei Gruppen eingeteilt werden:
1. Großhirnschädigungen
2. Mittelhirnschädigungen
3. Bulbärhirn-(Hirnstamm-)schädigungen

Definitionsgemäß handelt es sich bei den Vigilanzstörungen um zerebrale Syndrome.
| Lokalisation                         | Atmungstyp                                               | Puls und Blutdruck             | Körperhaltung                                   | Spontanmotorik                                                          |
| ------------------------------------ | -------------------------------------------------------- | ------------------------------ | ----------------------------------------------- | ----------------------------------------------------------------------- |
| - Großhirn - Mittelhirn - Bulbärhirn | - Cheyne-Stokes-Atmung - Maschinenatmung - Schnappatmung | - normal - erhöht - erniedrigt | - schlaff - Armbeugung, Beinstreckung - schlaff | - Automatismen und Myoklonien - Wälzbewegungen, „Streckkrämpfe“ - keine |

Wie aus der Tabelle ersichtlich, können allein aus der Beobachtung des Patienten brauchbare Rückschlüsse auf den Schädigungsort gezogen werden. Zur Beurteilung der Vigilanzstörungen ist es hilfreich, nach Sicherung der Vitalfunktionen ein klinisches Beobachtungsprotokoll anzulegen, in dem die Parameter: Körperhaltung, Spontanmotorik, Pupillenstatus, Okulomotorik und Atmungstyp dokumentiert werden, da solche Syndrome einen zeitlich variablen Verlauf zeigen.

## Aufmerksamkeitsstörungen
Aufmerksamkeitsstörungen nach Hirnschädigungen können unterschiedliche Aspekte (Reaktionstempo und Reaktionsgüte) betreffen. Es werden unterschieden
- die Wachsamkeit (Alertness)
- die selektive Aufmerksamkeit (im Sinne der Konzentration)
- die geteilte Aufmerksamkeit (gleichzeitiges Beachten von Reizen aus zwei Sinneskanälen; Multitasking)
- die räumliche Aufmerksamkeit (Neglect)
- die Daueraufmerksamkeit (Wachheit, Vigilanz)

Aufmerksamkeitsprozesse werden netzwerkartig von verschiedenen Hirnregionen gesteuert.

## Aphasien
Die Aphasien werden im deutschsprachigen Raum in der Regel in vier Unterformen unterteilt. Sie sind allgemein gekennzeichnet durch einen Verlust oder durch Defizite im Bereich der zuvor vollständig erworbenen Sprache. Die Sprachproduktion, das auditive Sprachverständnis, das Lese-Sinn-Verständnis und die Schriftsprache können unabhängig voneinander unterschiedlich schwer betroffen sein.
Unterschiedliche Erkrankungen des Gehirns (Schlaganfälle, Hirnblutungen, Schädel-Hirn-Traumen etc.) können zu Aphasien führen.
Vom Schweregrad her unterscheidet man amnestische Aphasien mit einer geringen Störung (als Kernsymptom die Wortfindungsstörungen) von globalen Aphasien mit schweren Beeinträchtigungen der Sprachproduktion und des Sprachverständnisses.
Sodann werden zwei spezifische Aphasiesyndrome unterschieden, die oft als vergleichsweise gut abgrenzbare Gefäßsyndrome auftreten. Eine Ischämie im Versorgungsgebiet der Arteria praerolandica links führt zu einer Schädigung im Bereich des Brodmann-Areal 44 mit der Folge einer motorischen Broca-Aphasie (verminderte Spontansprache, oft weitgehend erhaltenes Sprachverständnis).
Eine Ischämie im Versorgungsgebiet der Arteria temporalis posterior links führt zu einer Schädigung im Bereich des Gyrus temporalis superior mit der Folge einer sensorischen Wernicke-Aphasie (lebhafte fehlerbeladene Spontansprache mit Paraphasien und schweren Beeinträchtigungen im Sprachverständnis).
Im anglo-amerikanischen Raum ist die Unterscheidung fluenter und nonfluenter Aphasieformen gängig.
Die Aphasietherapie sollte frühstmöglich nach der Schädigung einsetzen und hochfrequent durchgeführt werden. Störungsspezifische und kommunikationsfördernde Ansätze werden unterschieden. Unter Umständen sind auch ergänzend externe Hilfsmittel (Buchstabentafeln, Sprachcomputer etc.) zur Unterstützung der Kommunikation notwendig.

## Dysexekutive Störungen
Das dysexekutive Syndrom bezeichnet eine Störung, die unterschiedlichste Aspekte von Störungen der Handlungsplanung und Handlungskontrolle beinhaltet. Exekutive Störungen wurden historisch vor allem Schädigungen des Frontalhirns zugeordnet. Sie werden aber auch durch Schädigungen in anderen Hirnregionen (Scheitellappen, Kleinhirn etc.) verursacht.

## Apraxien
Bei den Apraxien handelt es sich um Störungen von Handlungsabläufen. Man unterscheidet drei Formen. Bei der ideomotorischen Apraxie ist die Fähigkeit zur Gesamtplanung einer Handlung erhalten, aber die Durchführung von Einzelbewegungen innerhalb der Gesamthandlung gestört. Als Läsionsort kommen das Wernicke-Areal, der primäre motorische Cortex (Brodmann-Areal 4) und der prämotorische Cortex (Brodmann-Areal 6) in Frage. Bei der ideatorischen Apraxie sind die Einzelbewegungen möglich, die Fähigkeit zur Gesamtplanung ist aber gestört. Das Schädigungsgebiet ist die Temporoparietalregion. Bei den konstruktiven Apraxien ist die Fähigkeit zu gestaltenden Handlungen gestört (Zeichnen).

## Agnosien
Als Agnosie bezeichnet man eine Reihe von neuropsychologischen Syndromen, bei denen das Erkennen gestört ist, obwohl die primären Sinnesorgane intakt sind. Agnosien im engeren Sinne, wie die isolierte visuelle Agnosie, sind sehr selten, da sie eine beidseitige begrenzte Schädigung des visuellen Cortex erfordern (wie bei einem Basilariskopfaneurysma). Als Agnosien im weiteren Sinne (ohne eindeutige Beziehung zu einer Sinnesmodalität) kennt man:
- die räumlichen Agnosien
- die Prosopagnosien (Störungen der Gesichtserkennung)
- die Autotopagnosien (Orientierungsstörung am eigenen Körper) und
- die Anosognosien (Nichterkennen eines eigenen neurologischen Defizits).

Nicht selten findet man bei Patienten mit einem primären ischämischen Hirninfarkt und einer Halbseitenlähmung eine Vernachlässigung der Wahrnehmung der geschädigten Körperseite. Diese Störung ist eine Sonderform der Anosognosie und wird Neglect genannt.

## Amnesien
Der fünfte Bereich der neuropsychologischen Syndrome sind die Gedächtnisstörungen. In der Neurologie unterscheidet man drei Formen von Amnesien.
Als Folge von Unfällen oder Verletzungen des Kopfes treten sogenannte traumatische Amnesien auf. Sie können retrograd (Gedächtnislücke zeitlich vor dem schädigenden Ereignis), kongrad (Gedächtnislücke für die Dauer der Bewusstseinsstörung nach dem Ereignis) oder anterograd (Gedächtnisstörung nach dem Ereignis) auftreten.
Das amnestische Syndrom ist in der Neurologie ein Synonym für das Korsakow-Syndrom, eine Gedächtnisstörung, die vor allem als Folge des Alkoholismus auftritt, aber auch nach Hirntraumata, Vergiftungen oder Infektionen beobachtet wird. Die Patienten zeigen eine Störung der Merkfähigkeit und eine antero- und retrograde Störung des Langzeitgedächtnisses. Als charakteristisch für das Korsakow-Syndrom gilt die Neigung der Patienten, die Gedächtnislücken durch Erfindungen zu füllen (Konfabulation). Das Korsakow-Syndrom kann vorübergehend sein. Als Schädigungsort gelten die Corpora mamillaria.
Eine besondere Form der Gedächtnisstörung ist die transiente globale Amnesie. Dabei handelt es sich um ein seltenes Krankheitsbild mit einem vorübergehenden vollständigen Ausfall der Erinnerungsfähigkeit mit einer meist retrograden Amnesie. Der Zustand tritt plötzlich, meist ohne jeden äußeren Anlass auf und kann einige Stunden bis Tage andauern. Es gibt rezidivierende Verläufe mit einem erhöhten Risiko für ischämische Hirninfarkte im Strömungsgebiet der Arteria basilaris.

## Filme
Kopfleuchten (1998): Deutscher Dokumentarfilm, in dem anhand von Patientenbeispielen verschiedene neuropsychologische Störungen vorgestellt werden (verfügbar z. B. über YouTube).